# Comenda da Unidade da Marinha

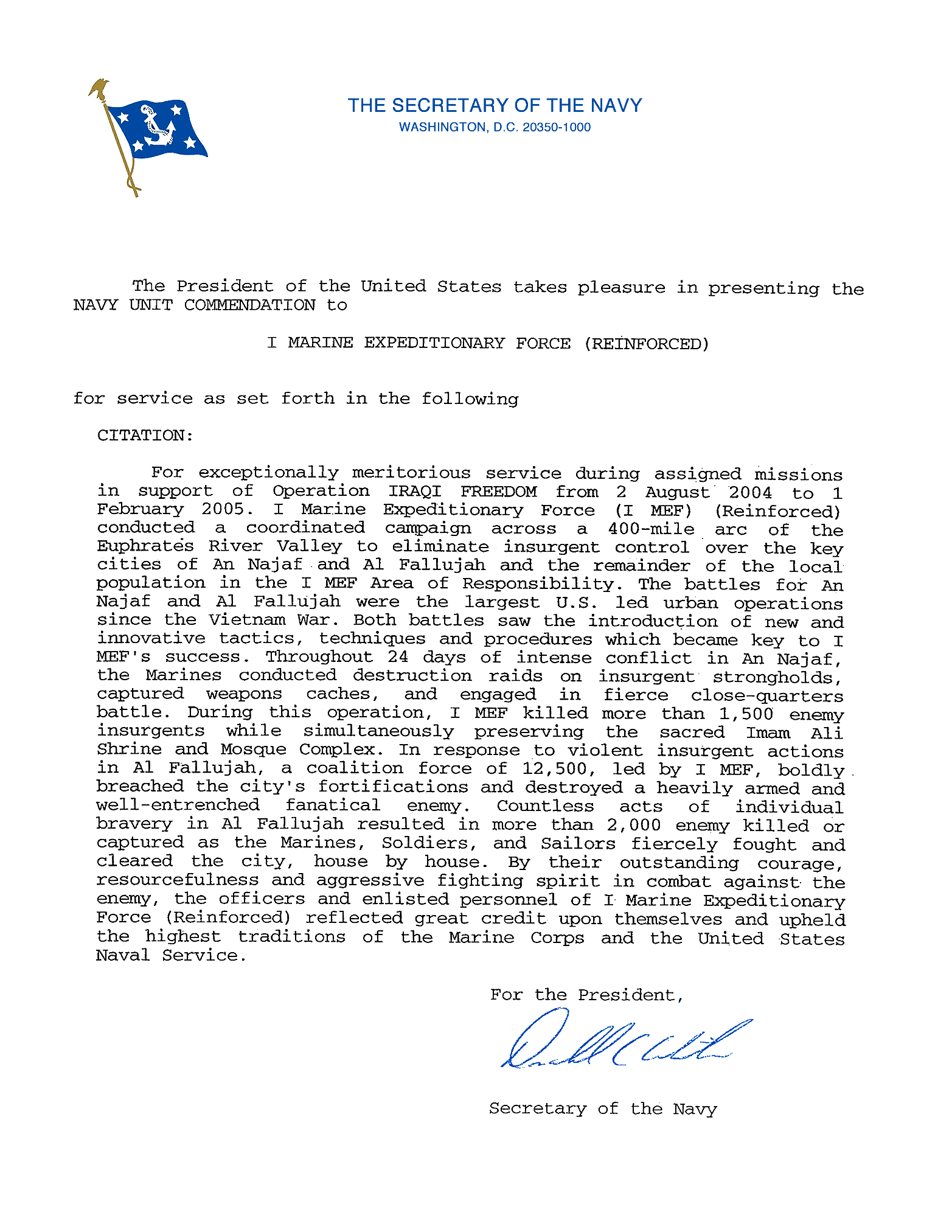
Uma Comenda oficial da Unidade da Marinha, 2004-2005

A Comenda da Unidade da Marinha ( NUC ) é um prêmio da unidade da Marinha e da Guarda Costeira dos Estados Unidos que foi estabelecido por ordem do Secretário da Marinha James Forrestal em 18 de dezembro de 1944.

## História
Os comandos da Marinha e do Corpo de Fuzileiros Navais dos EUA podem recomendar qualquer unidade da Marinha ou do Corpo de Fuzileiros Navais para o NUC que se tenha distinguido por heroísmo notável em ação contra o inimigo, mas não o suficiente para justificar a concessão da Citação de Unidade Presidencial . Uma unidade deve ter prestado serviço de caráter comparável ao que mereceria a concessão de uma Medalha de Estrela de Prata por heroísmo, ou uma Legião de Mérito por serviços meritórios fora do combate a um indivíduo. O desempenho normal do dever ou a participação em muitas missões de combate não justifica, por si só, o prêmio. Um prêmio não será concedido a uma unidade por ações de uma ou mais de suas partes componentes, a menos que a unidade tenha atuado uniformemente como uma equipe, de maneira que justifique o reconhecimento coletivo.
As unidades do Exército dos EUA, da Força Aérea dos EUA, da Força Espacial dos EUA e da Guarda Costeira dos EUA também são elegíveis para receber o NUC, desde que estejam diretamente vinculadas ou designadas para unidades da Marinha ou do Corpo de Fuzileiros Navais dos EUA durante o período ou evento para o qual o prêmio é dada. Os membros do Exército dos EUA das unidades premiadas com o NUC usam a fita de louvor da unidade da Marinha no lado direito da jaqueta do uniforme, em vez do lado esquerdo, juntamente com quaisquer outros emblemas de premiação da unidade autorizados para uso. O NUC pode ser conferido às forças armadas de nações estrangeiras amigas servindo nas Forças Armadas dos EUA, desde que essas unidades atendam aos padrões estabelecidos para unidades da Marinha e do Corpo de Fuzileiros Navais.
Prêmios adicionais da Comenda da Unidade da Marinha são indicados por 3⁄16 Estrelas de bronze  polegadas .